# Elaine Stewart
Elaine Stewart, pseudonimo di Elsy Steinberg (Montclair, 31 maggio 1930 – Beverly Hills, 27 giugno 2011), è stata un'attrice e modella statunitense.

## Biografia
Figlia di un sergente di polizia, una volta terminati gli studi decise di intraprendere la carriera di modella. Mentre stava lavorando come assistente presso uno studio medico, nel 1948 venne scelta dalla Harry Conover's Model Agency, una delle più famose agenzie di modelle di New York, e nel 1952 vinse il titolo di "Miss See" messo in palio dalla rivista See Magazine, comparendo successivamente in importanti riviste come Playboy e Photoplay.
Con la sua statuaria bellezza, la Stewart sfruttò il grande successo come modella per tentare la carriera cinematografica. Nello stesso anno, infatti, venne scoperta dai produttori della MGM, che la contattarono per farle firmare un contratto e le affidarono piccoli ruoli in pellicole come la commedia Attente ai marinai (1952) con Dean Martin e Jerry Lewis, e il musical Cantando sotto la pioggia (1952), diretto e interpretato da Gene Kelly. Nello stesso anno la Stewart interpretò un breve ma incisivo ruolo drammatico ne Il bruto e la bella (1952) di Vincente Minnelli, nei panni di un'ambiziosa attricetta che seduce il produttore Jonathan Shields (interpretato da Kirk Douglas), mentre l'anno seguente fu Anna Bolena nel film storico La regina vergine (1953).
Dopo il ruolo di Jane Ashton nel musical Brigadoon, nel 1954 il contratto con la MGM giunse al termine, e la Stewart riapparve sul grande schermo solo due anni più tardi in Donne...dadi...denaro (1956); un nuovo contratto con la casa produttrice Universal le assicurò alcuni ruoli di un certo rilievo nei western Passaggio di notte (1957) e Selvaggio west (1958), nel melodramma Il vestito strappato (1957) e nel poliziesco Jack Diamond gangster (1960).
Nel 1961 sposò l'attore Bill Carter, da cui divorziò due anni dopo.
Dopo un paio di apparizioni in Le sette sfide (1961) e Peccati d'estate (1962), due produzioni italiane, la Stewart abbandonò il cinema nel 1962 e si dedicò per qualche tempo alla carriera sul piccolo schermo. Nel 1964 sposò il produttore televisivo Merrill Heatter, da cui ebbe due figli, Stewart e Gabrielle. Il ritiro definitivo dalle scene avvenne nei primi anni settanta, dopo che ebbe condotto i giochi televisivi Gambit e High Rollers, due programmi entrambi prodotti dal marito.
Morì nel 2011, all'età di 81 anni, dopo una lunga malattia.

## Filmografia

### Cinema
- Attente ai marinai (Sailor Beware), regia di Hal Walker (1952) (non accreditata)
- Cantando sotto la pioggia (Singin' in the Rain), regia di Gene Kelly (1952) (non accreditata)
- You for Me, regia di Don Weis (1952)
- La ragazza della domenica (Everything I Have Is Yours), regia di Robert Z. Leonard (1952)
- Disperata ricerca (Desperate Search), regia di Joseph H. Lewis (1952)
- Sky Full of Moon, regia di Norman Foster (1952)
- Il bruto e la bella (The Bad and the Beautiful), regia di Vincente Minnelli  (1952)
- La marcia del disonore (Rogue's March), regia di Allan Davis (1953) (non accreditata)
- Prendeteli vivi o morti (Code Two), regia di Fred M. Wilcox (1953)
- La regina vergine (Young Bess), regia di George Sidney (1953)
- A Slight Case of Larceny, regia di Don Weis (1953)
- Femmina contesa (Take the High Ground!), regia di Richard Brooks (1953)
- Brigadoon, regia di Vincente Minnelli (1954)
- Le avventure di Hajji Babà (The Adventures of Hajji Baba), regia di Don Weis  (1954)
- Donne...dadi...denaro (Meet Me in Las Vegas), regia di Roy Rowland (1956) (non accreditata)
- Il vestito strappato (The Tattered Dress), regia di Jack Arnold (1957)
- Passaggio di notte (Night Passage), regia di James Neilson (1957)
- Inferno di ghiaccio (High Hell), regia di Burt Balaban (1958)
- Selvaggio West (Escort West), regia di Francis D. Lyon (1958)
- Jack Diamond gangster (The Rise and Fall of Legs Diamond), regia di Budd Boetticher (1960)
- Le sette sfide, regia di Primo Zeglio (1961)
- Most Dangerous Man Alive, regia di Allan Dwan (1961)
- Peccati d'estate, regia di Giorgio Bianchi (1962)

### Televisione
- The Colgate Comedy Hour – serie TV, episodio 4x04 (1953)
- The Third Man – serie TV, episodio 1x06 (1959)
- Bat Masterson – serie TV, episodio 3x04 (1960)
- La legge di Burke (Burke's Law) – serie TV, episodio 1x08 (1963)
- Perry Mason – serie TV, episodio 7x15 (1964)
- The Celebrity Game – serie TV, 8 episodi (1964-1965)
- Gambit – serie TV (1972-1976)
- High Rollers – serie TV (1974-1975)

## Doppiatrici italiane
- Rosetta Calavetta in Passaggio di notte, Selvaggio west, Inferno di ghiaccio, Jack Diamond gangster
- Elda Tattoli in Il bruto e la bella, Femmina contesa, Brigadoon
- Renata Marini in Attente ai marinai
- Dhia Cristiani in Le avventure di Hajji Babà
- Maria Pia Di Meo in Le sette sfide